# Kaestneria minima
Kaestneria minima là một loài nhện trong họ Linyphiidae.
Loài này thuộc chi Kaestneria. Kaestneria minima được George Hazelwood Locket miêu tả năm 1982.